# Nas
Nasul (lat.nasus) în anatomie înseamnă un organ al vertebratelor care este compus din orificiul nărilor și cavitatea nazală.
La om ca și la celelalte mamifere, nasul este situat în centrul feței sau în vârful botului, după cavitatea nazală urmând faringele unde se întâlnește calea respiratorie cu calea digestivă.

## Nasul la mamifere

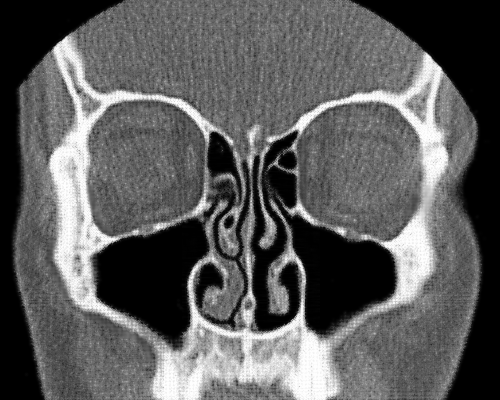
Concha nasalis blocked / free

Din punct de vedere anatomic nasul aparține de partea externă a căilor respiratorii.
Orificiul nărilor (nares) se continuă cu două cavități nazale (cavum nasi), acestea fiind despărțite de septumul nazal (septum nasi),
Aceste cavități sunt, la rândul lor, împărțite în trei prin:
- Concha nasalis superior, la animale Concha nasalis dorsalis;
- Concha nasalis media;
- Concha nasalis inferior, la animale Concha nasalis ventralis.

Între pereții despărțitori amintiți mai sus se află trei căi sau canale (meaturi nazale):
- Meatus nasi superior, la animale: Meatus nasi dorsalis aici se află organul mirosului (Organum olfactus);
- Meatus nasi medius legat de sinusul nazal Sinus paranasales;
- Meatus nasi inferior, la animale Meatus nasi ventralis este singurul canal care conduce aerul inspirat prin deschiderea choanelor nazale în faringe, de aceea este numit calea respiratorie.

La balenă nasul ocupă partea superioară a capului, iar la elefant nasul s-a transformat într-un organ lung, musculos (trompă) cu posibilitate de pipăire și apucare de obiecte.

## Igiena organului olfactiv

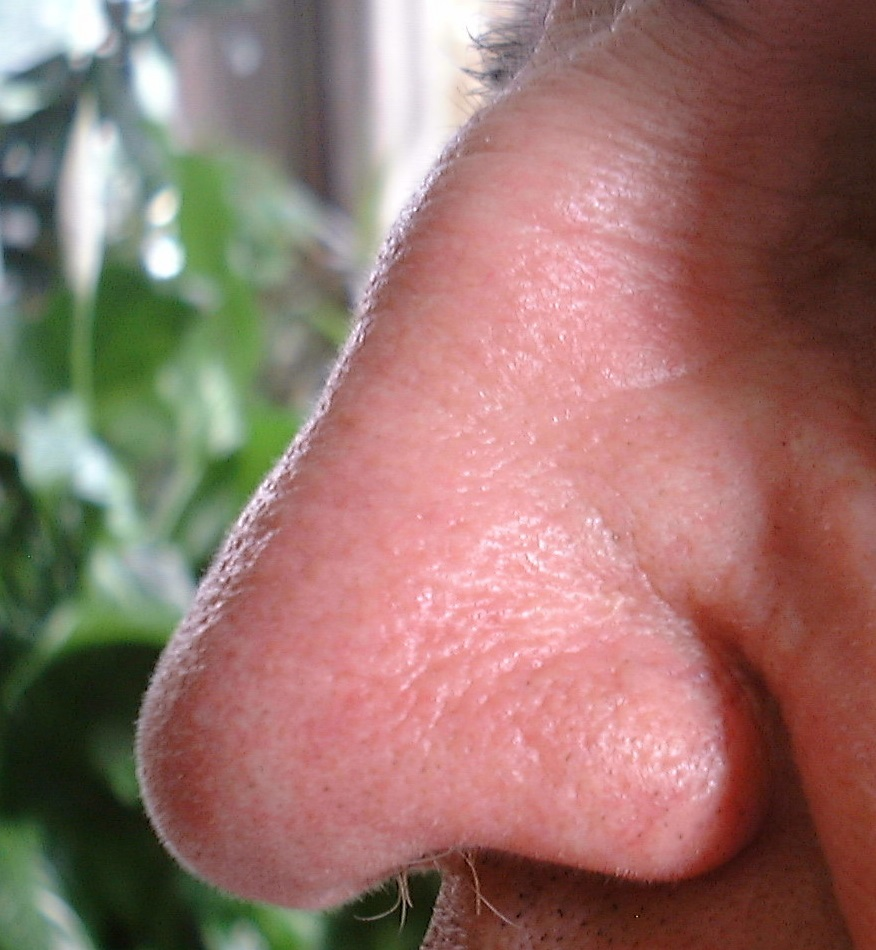
Nas

Simțul mirosului și cel al gustului pot fi afectate sub acțiunea unor factori de risc, dacă nu sunt respectate anumite reguli de igienă. Bunaoară, consumul frecvent de alimente fierbinți duce la distrugerea papilelor gustative.

## Funcțiile nasului
- funcția respiratorie, prin nas se inspiră și expiră aerul necesar respirației, nasul având și un rol de filtrare a impurităților din curentul de aer inspirat prin perișorii și mucoasa nazală umedă.
La om prin inspirație sunt folosite nările alternativ (la un interval de 20 -30 de minute), astfel există posibilitatea de regenerare a mucoasei nazale.
- funcția mirosului este îndeplinit de Regio olfactoria din nas.Fosele comunica cu exteriorul prin nari si cu faringele prin coane.Este captusit cu mucoasa nazala prevazuta cu perisori si glande ce secreta mucus.

### Calea de conducere a analizorului olfactiv
- protoneuronul caii olfactive este reprezentat de celulele bipolare din mucoasa olfactiva. Acestea, au o dendrita scurta si groasa prevazuta la capat cu mici vezicule constituind butonul olfactiv care contin cili. Axonii celulelor (neuronilor) bipolare strabat lama ciuruita a osului etmoid si patrund in craniu, cu traseu pana la bulbul olfactiv. Aici face sinapsa cu cel de-al II-lea neuron al caii olfactive si anume neuronii mitrali. Axonii neuronilor mitrali ajung in paleocortex (pe fata mediala a lobului temporal-aria olfactiva girul hipocampic si nucleul amigdalian) unde este perceput mirosul.

## Bolile nasului
- Rhinitis inflamația mucoasei din cavitatea nazală;la răceală cu guturai sau rinită alergică,
- (Epistaxis) - hemoragie nazală
- Eczema nazală
- Devierea septumului nazal
- Furuncull
- Rhinophym
- Tumori: Bazaliom, Spinaliom, rar Sarkom și Melanom

## Malformații
Foarte rar, există oameni care se nasc fără nas.
Afecțiunea este atât de rară încât în literatura de specialitate au mai fost semnalate doar 47 de cazuri.